# Ornator
Ornator y ornatrix son palabras latinas que significan adornador y adornadora (en griego kommotés, kommotria) que designaban el esclavo o la esclava  en cargados del tocado y adorno de su amo o ama.
Los había en gran número en las casa ricas de los griegos y romanos y su principal oficio era el de peinar a sus señores; pero también se ocupaban en lo demás del ornato corporal, como disimular los defectos del cuerpo, el uso de perfumes, tinturas, joyas, etc. Hubo también ornatores para los pajes o criados de las casas ricas, para que apareciesen elegantes, especialmente en el peinado, pues esto era considerado como un lujo muy apetecido por los potentados.
Asimismo hubo la costumbre de adornar las estatuas de los ídolos, cubriéndolos de joyas y guardarropías especiales.

## Fuente
- El contenido de este artículo incorpora material del tomo 40 de la Enciclopedia Universal Ilustrada Europeo-Americana (Espasa), cuya publicación fue anterior a 1945, por lo que se encuentra en el dominio público.

- Datos: Q6053181